# 치악예술관
치악예술관(雉岳藝術觀, 영어: Chiak Art Center)은 강원특별자치도 원주시의 최초의 공립 예술 문화 공연장이다. 1993년 12월 완공하여, 1994년 5월 첫 개장했다.
600석 수용 가능한 공연장으로, 원주시립교향악단의 사용 공연장중 하나이다.

## 공연 목록
다음은 치악예술관에서 개최된 공연 일람이다.
- 2018년 12월 22일 : «호두까기 인형» (무용극)
- 2019년 3월 16일 : «엿장수 맘대로 2» (뮤지컬)
- 2019년 7월 13일 : «라이어1» (연극)
- 2019년 7월 18일 : «수상한 흥신소» (연극)
- 2019년 7월 25일 : «원주시립교향악단 제128회 정기연주회»

## 상주 단체
원주시립교향악단이 상주하며 공연장으로 사용하고 있다.